# Fabrizia Ramondino
Fabrizia Ramondino (Napoli, 31 agosto 1936 – Gaeta, 23 giugno 2008) è stata una scrittrice italiana.

## Biografia
Fabrizia Ramondino nasce a Napoli il 31 agosto del 1936, da Pia Mosca e da Ferruccio Ramondino, diplomatico. 
Al seguito dei genitori viaggia moltissimo, dopo alcuni mesi a Chur in Svizzera, si trasferisce a Maiorca, dove il padre è stato nominato console. Dal 1944 al 1948 la famiglia si sposta nella penisola sorrentina, a Santa Maria di Massa Lubrense, per sfuggire ai bombardamenti tedeschi. 
Fabrizia Ramondino comincia gli studi liceali in Francia, ma, all'indomani della morte del padre, la famiglia ritorna a Napoli e per un breve periodo a Somma Vesuviana. Negli anni '50 è in Germania, negli anni '60 torna a vivere a Napoli. Si laurea in letteratura francese all’Istituto Orientale. Lavora all’AIED, insegna a leggere e scrivere ai bambini dei vicoli nei Quartieri Spagnoli, fonda l’Associazione Risveglio Napoli, asilo gratuito per i bambini e scuola serale di preparazione alla licenza media per gli adulti. Nel 1968 milita nel Centro di Coordinamento Campano in cui si occupa di disoccupati urbani e contadini poveri. Nel 1974 è a Lisbona per la rivoluzione dei garofani e poi nella Repubblica Popolare Cinese. 
Nel 1977 esce il suo primo libro Napoli. I disoccupati organizzati. Nel 1981 pubblica con Einaudi il romanzo Althénopis (Premio Napoli 1981; Premio Lombardi-Satriani 1984), apprezzato da Natalia Ginzburg e da Elsa Morante. 
Negli anni '80 collabora con Il Mattino e continua a pubblicare testi in prosa: Storie di patio, Un giorno e mezzo, Dadapolis. Caleidoscopio napoletano.
Negli anni '90 si trasferisce a Itri, vicino a Gaeta, e scrive con Mario Martone la sceneggiatura del film Morte di un matematico napoletano che riceve il Premio Speciale della Giuria al Festival del cinema di Venezia. Successivamente Martone mette in scena la drammaturgia Terremoto con madre e figlia, interpretato da Anna Bonaiuto e Valeria Milillo. 
Per circa un mese risiede con Martone presso la tendopoli del popolo saharawi nel deserto algerino. Da questa esperienza nasce il libro Polisario. Un'astronave dimenticata nel deserto. Trascorre un lungo periodo a Ventotene e a Ponza nel Centro di Salute Mentale, rendicontato nel libro L’isola riflessa. Frequenta il Centro Donna Salute Mentale di Trieste, fondato da alcune strette collaboratrici di Franco Basaglia, da cui nasce Passaggio a Trieste. Pubblica inoltre il romanzo Guerra di infanzia e di Spagna, il taccuino Il libro dei sogni, la raccolta di poesie Per un sentiero chiaro e le raccolte di racconti Il calore e Arcangelo. 
Muore sulla spiaggia di Sant'Agostino il 23 giugno del 2008. Il giorno seguente Einaudi pubblica il suo ultimo romanzo, La via.
Le sue spoglie riposano nel cimitero di Itri, borgo del sud pontino che amava molto,  accanto a quelle del fratello Giancarlo, scomparso prematuramente nel 2004.

## Opere

### Romanzi
- Althénopis, Einaudi, 1981.
- Un giorno e mezzo, Einaudi, 1988.
- Guerra di infanzia e di Spagna, Einaudi, 2001.
- La via, Einaudi, 2008.

### Racconti
- Storie di patio, Einaudi, 1983.
- In viaggio, Einaudi, 1995.
- Il calore, Nottetempo, 2004.
- Arcangelo e altri racconti, Einaudi, 2005.

### Prose
- Napoli. I disoccupati organizzati, Feltrinelli, 1977.
- Ci dicevano analfabeti. Il movimento dei disoccupati napoletani degli anni '70, Argo, 1998.
- L'isola dei bambini, Edizioni e/o, 1998.
- Star di casa, Garzanti, 1991.
- Dadapolis. Napoli al caleidoscopio, con F. Andreas Müller, Einaudi, 1992.
- L'isola riflessa, Einaudi, 1998.
- Polisario. Un'astronave dimenticata nel deserto, Gamberetti, 2000.
- Passaggio a Trieste, Einaudi, 2000.
- Bagnoli. Lo smantellamento dell'Italsider, con R. Rossanda, Mazzotta, 2001.
- Modi per sopravvivere. Scritti politici 1973-2008, Edizioni e/o, 2023.

### Poesie
- Per un sentiero chiaro, Einaudi, 2004.

### Taccuini
- Taccuino tedesco, La Tartaruga, 1987; Nottetempo, 2010.
- Il libro dei sogni, L'ancora del mediterraneo, 2002.

### Teatro
- Terremoto con madre e figlia, Nuovo melangolo, 1994.
- Villino bifamiliare, prefazione di Roberto Andò, Marotta & Cafiero, 2022.
- Teatro (contiene: Tredici metri di stoffa turchese per foderare due divani, 1991; Stanza con compositore, donne, strumenti musicali, ragazzo, 1993; Poggio senese con masso, vagabondo, gitanti, 1994; Caffè degli Specchi, 1995), a cura di Ippolita Di Majo, Einaudi, 2025 ISBN 9788806265489.

### Sceneggiature
- Morte di un matematico napoletano, con Mario Martone, Ubulibri, 1992.

## Riconoscimenti
- 1981 – Premio Napoli[1]
- 1984 – Premio Penne[2]
- 1998 – Premio Procida-Isola di Arturo-Elsa Morante[3]
- 1999 – Premio letterario Racalmare Leonardo Sciascia[4]
- 1999 – Premio Grinzane Cavour[5]
- 2000 – Premio Nazionale Rhegium Julii[6]
- 2000 – Premio Flaiano per la narrativa[7]
- 2004 – Premio internazionale di poesia Pier Paolo Pasolini
- 2021 – Intitolazione Rampe Fabrizia Ramondino a Napoli